# Lijst van spelers van TSV 1860 München
Deze lijst bevat voetballers die bij de Duitse voetbalclub TSV 1860 München spelen of gespeeld hebben. De namen zijn alfabetisch gerangschikt.

## A
- Abédi Pelé
- Nicky Adler
- Daniel Adlung
- Rainer Adrion
- Dieter Agatha
- Paul Agostino
- Rainer Aigner
- Stefan Aigner
- Hans-Peter Alt
- Friedrich Angerer
- Werner Anzill
- Hans Auernhammer
- Erwin Aumüller
- Necat Aygün

## B
- Franz Bachl
- Daniel Baier
- Juan Barros
- Rainer Bauer
- Karl-Heinz Baumgartl
- Julian Baumgartlinger
- Georg Bayerer
- Gerhard Bechtold
- Stefan Beckenbauer
- Mathieu Béda
- Erich Beer
- Markus Beierle
- Stefan Bell
- Stevan Bena
- Lars Bender
- Manfred Bender
- Sven Bender
- Collin Benjamin
- Helmut Benthaus
- Horst Berg
- Ørjan Berg
- Rainer Berg
- Josef Bergmaier
- Gregg Berhalter
- Emanuel Biancucchi
- Daniel Bierofka
- Willi Bierofka
- Fritz Bischoff
- Hermann Bitz
- Ismael Blanco
- Rudolf Blank
- Horst Blankenburg
- Olaf Bodden
- Jörg Böhme
- Gerhard Bopp
- Daniel Borimirov
- Elvis Brajkovic
- Stefan Brandenburger
- Gerhard Brauer
- Lutz Braun
- Hermann Bredenfeld
- Dieter Brozulat
- Detlef Bruckhoff
- Ludwig Bründl
- Rudolf Brunnenmeier
- Günther Brunner
- Hans-Jürgen Brunner
- Peter Brunner
- Stefan Buck
- Kai Bülow
- Erol Bulut
- Leo Bunk
- Christoph Burkhard
- Denis Bushuev
- Björn Bussmann

## C
- Tarik Camdal
- Harald Cerny
- Sandro Cescutti
- Martin Cizek
- Srdjan Colakovic
- Kenny Cooper

## D
- Fahrija Dautbegović
- Lance Davids
- Bobby Dekeyser
- Anton Deml
- Ludwig Denz
- Didier Dheedene
- Antonio Di Salvo
- Ardijan Djokaj
- Karl Dornhecker
- Jens Dowe
- Manuel Duhnke

## E
- Alexander Eberlein
- Manfred Eble
- Uwe Ehlers
- Manfred Eiben
- Fritz Eiberle
- Vitus Eicher
- Kurt Eigl
- Harry Ellbracht
- Edgar Engert
- Günther Enhuber
- Guido Erhard
- Ronny Ernst
- Georg Ertl

## F
- Holger Fach
- Wolfgang Fahrian
- Manfred Fallisch
- Peter Falter
- Malik Fathi
- Karl Faubel
- Arne Feick
- Eckehard Feigenspan
- Radhouène Felhi
- Mathias Fetsch
- Hans Fischer
- Klaus Fischer
- Hans Fischl
- Heinz Flohe
- Helmut Fottner
- Henri Francillon
- Gernot Fraydl
- Rob Friend
- Stefan Frühbeis

## G
- Sebastian Gabler
- Wolfgang Gayer
- Thomas Gebauer
- Peter Gebele
- Marco Gebhardt
- Timo Gebhart
- Bernd Geesdorf
- Andreas Geipl
- Franz Gerber
- Miroslav Gerhat
- Bernd Gerstner
- Mate Ghvinianidze
- Anton Gigl
- Otto Glas
- Ahmet Glavović
- Berkant Göktan
- Michael Golchert
- Joachim Goldstein
- Guido Gorges
- Andreas Görlitz
- Franz Graf
- Holger Greilich
- Ivica Grlić
- Albert Gröber
- Peter Grosser
- Rolf Grünther
- Hans-Werner Grünwald
- Nikola Gulan

## H
- Fritz Hack
- Stefan Hafner
- Stephan Hain
- Walter Hainer
- Daniel Halfar
- Matthias Hamann
- Stefan Hamberger
- Franz Hammerl
- Hermann Harlander
- Andreas Hartig
- Oskar Hartl
- Bernhard Hartmann
- Jimmy Hartwig
- Besnik Hasi
- Günter Haslbeck
- Thomas Häßler
- Hans Haunstein
- Michael Hecht
- Andreas Heid
- Maximilian Heidenreich
- Jochen Heisig
- Alfred Heiß
- Horst Heldt
- Hans-Josef Hellingrath
- Bernd Helmschrot
- Alfred Herberth
- Fritz Herrnleben
- Sebastian Hertner
- Franz Hiller
- Gerald Hillringhaus
- Florian Hinterberger
- Bernd Hobsch
- Erhard Hofeditz
- Daniel Hoffmann
- Torben Hoffmann
- Michael Hofmann
- Steffen Hofmann
- André Hofschneider
- Daniel Hofstetter
- Erwin Hohenwarter
- José Holebas
- Konrad Holenstein
- Christian Holzer
- Christian Holzer
- Josef Hornauer
- Peter Hornung
- Udo Horsmann
- Anton Huber
- Hans Humpa

## I
- Aleksandar Ignjovski
- Matthias Imhof
- Samuel Ipoua
- Awudu Issaka

## J
- Daniel Jais
- Ludwig Janda
- Christoph Janker
- Stephan Jaxt
- Simon Jentzsch
- Jens Jeremies
- Fabian Johnson
- Florian Jungwirth

## K
- Gerald Kaiser
- Sandro Kaiser
- Kurt Kalchschmid
- Ola Kamara
- Michael Kammerloher
- Rolf Kanitz
- Hans-Josef Kapellmann
- Marcel Kappelmaier
- Hans-Joachim Kauf
- Hans Keis
- Ferdinand Keller
- Jens Keller
- Joe Kendrick
- Hans Kiener
- Jochen Kientz
- Francis Kioyo
- Gábor Király
- Peter Kittel
- Norbert Kleider
- Eugen Kling
- Hans Klinkhammer
- Peter Knäbel
- Willi Knauer
- Roland Kneißl
- Heinz Knüwe
- Max Kob
- Ludwig Kögl
- Wilfried Kohlars
- Alfred Kohlhäufl
- Rudolf Kölbl
- Michal Kolomaznik
- Slobodan Komljenovic
- Timo Konietzka
- Karl Kopp
- Jürgen Korus
- Siegfried Köstler
- Jonatan Kotzke
- Kodjovi Koussou
- Paul Koutsoliakos
- Berti Kraus
- Markus Krauss
- Bernd Krech
- Michael Krenz
- Leo Kronenbitter
- Michael Kroninger
- Emmanuel Krontiris
- Josef Kronzucker
- Hans-Günther Kroth
- Heinz Krückeberg
- Franz Krumm
- Mustafa Kučuković
- Matthias Küfner
- Hans Küppers
- Marco Kurz
- Alexander Kutschera

## L
- Markus Lach
- Ludwig Lachner
- Josef Lammers
- Fabian Lamotte
- Franz Langhammer
- Quido Lanzaat
- Benjamin Lauth
- Kurt Lauxmann
- Nicolas Ledgerwood
- Matthias Lehmann
- Reiner Leitl
- Wolfgang Leitl
- Moritz Leitner
- André Lenz
- Christophe Lepoint
- Marek Leśniak
- Karl-Heinz Leufgen
- Wolfgang Lex
- Mats Lilienberg
- Wolfgang Ling
- Hans Linsenmaier
- Andreas Löbmann
- Florin Lovin
- Heinz Lubanski
- Alexander Ludwig
- Jürgen Luginger
- Kushtrim Lushtaku
- Otto Luttrop
- Friedel Lutz
- Werner Luxi

## M
- Sebastian Maier
- Grigoris Makos
- Dennis Malura
- Stefan Malz
- Richard Mamajewski
- David Manga
- Marcos Antonio
- Ragnar Margeirsson
- Reiner Maurer
- Martin Max
- Michél Mazingu-Dinzey
- Thomas Meggle
- Bernd Meier
- Karlheinz Meininger
- Bernhard Meisl
- Thorsten Messinger
- Georg Metzger
- Wolfgang Metzler
- Remo Meyer
- Patrick Milchraum
- Thomas Miller
- Peniel Mlapa
- Ladislaw Molnar
- Thomas Motzke
- Karl-Heinz Mrosko
- Max Müller
- Ralph Müller-Gesser
- Erik Mykland

## N
- Anton Nachreiner
- Viorel Năstase
- Georg Nerz
- Jaroslav Netolicka
- Michael Netolitzky
- Richard Neudecker
- Fritz Neumaier
- Jürgen Neumann
- Andreas Neumeyer
- Maximilian Nicu
- Jan-Hoiland Nielsen
- Marijan Novak
- Piotr Nowak
- Savio Nsereko

## O
- Timo Ochs
- Otto Oeldenberger
- Pascal Ojigwe
- Matthew Okoh
- Runald Ossen
- Abderrahim Ouakili
- Ulrich Oursin

## P
- Peter Pacult
- Chhunly Pagenburg
- Charis Pappas
- Predrag Pašić
- Stephan Paßlack
- Bernd Patzke
- Norbert Paulus
- Franz-Josef Pauly
- Karl-Heinz Pelka
- Philipp Pentke
- Michael Perfetto
- Željko Perušić
- Gottfried Peter
- Andreas Peuckert
- Karlheinz Pflipsen
- Achim Pfuderer
- Franz Piehler
- Frank Pingel
- Kurt Pinkall
- Hans Plawky
- Alois Pledl
- Georg Pledl
- Gerhard Poschner
- Niels Poulsen
- Marvin Pourie
- Michael Probst
- Anton Prockl
- Zdeněk Prokeš
- Christian Prosenik
- Marcus Pürk
- Martin Pušić
- Alfred Pyka

## R
- Petar Radenković
- Rafael
- Günter Rahm
- Đorđe Rakić
- Arne Rastad
- Julian Ratei
- Horst Raubold
- Hans Rebele
- Hans Reich
- Max Reichenberger
- Helmut Reiner
- Stefan Reisinger
- Thomas Renner
- Uwe Reuter
- Helmut Richert
- Marcel Richter
- Thomas Richter
- Thomas Riedl
- Alwin Riemke
- Alfred Rieß
- Vidar Riseth
- Hugo Robl
- Josef Rockinger
- Rodrigo Costa
- Norbert Rolshausen
- Eberhard Rosenbauer
- Sascha Rösler
- Helmut Roth
- Volker Rudel
- Antonio Rukavina
- René Rydlewicz

## S
- Janne Saarinen
- Fernando Santos
- Gabriel Santos
- Marcel Schäfer
- Max Schäfer
- Manuel Schäffler
- Franz Schäffner
- Bernhard Scharold
- Peter Scheifler
- Herbert Scheller
- Jörg Scherbe
- Michael Schick
- Martin Schiller
- Christopher Schindler
- Niels Schlotterbeck
- Thomas Schlüter
- Franz Schmeiser
- Bernhard Schmid
- Horst Schmidbauer
- Engelbert Schmidhuber
- Anton Schmidkunz
- Gerhard Schmidt
- Horst Schmidt
- Thomas Schmidt
- Karl Schmidtner
- Hans Schmitt
- Helmut Schmitz
- Roland Schmitz
- Jürgen Schnell
- Paul Schönwetter
- Gerard Schoonewille
- Uwe Schreml
- Rayk Schröder
- Dirk Schröter
- Markus Schroth
- Walter Schuberth
- Dieter Schumacher
- Jürgen Schütz
- Manfred Schwabl
- Markus Schwabl
- Benjamin Schwarz
- Danny Schwarz
- Herbert Schweers
- Thomas Seeliger
- Hans-Dieter Seelmann
- Peter Sehorz
- Klaus Seidel
- Rudolf Seider
- Dragoslav Šekularac
- Hans-Helmuth Sembritzki
- Ivica Senzen
- Jiayi Shao
- Wolfgang Sidka
- Wolfgang Simon
- Peter Sirch
- Roland Sobek
- Walter Sohnle
- Fritz Sommer
- Martin Spanring
- Wolfgang Spindler
- Uwe Stächelin
- Dominik Stahl
- Yannick Stark
- Norbert Starzak
- Walter Staudinger
- Rudolf Steiner
- Philipp Steinhart
- Alfons Stemmer
- Johann-Ludwig Stepberger
- Josef Stering
- Miroslav Stević
- Ludwig Stiglbauer
- Ludwig Stock
- Tom Stohn
- Moritz Stoppelkamp
- Armin Störzenhofecker
- Jürgen Strack
- Martin Stranzl
- Josef Strauß
- Ralf Strogies
- Rudolf Sturz
- Davor Šuker
- Lukas Szukala

## T
- Filip Tapalovic
- Jürgen Täuber
- Wilfried Tepe
- Gustav Thalmeier
- Otto Thanner
- Rolf Thommes
- Markus Thorandt
- Martin Tilner
- Heinz Tochtermann
- Marin Tomasov
- Bernhard Trares
- Philipp Tschauner
- Roman Týce

## U
- Eke Uzoma

## V
- Guillermo Vallori
- Gerald Vanenburg
- Rudolf Vidal
- Liridon Vocaj
- Klaus Vöhringer
- Kevin Volland
- Rudi Völler
- Korbinian Vollmann
- Moritz Volz
- Tomáš Votava
- Nemanja Vučićević

## W
- Herbert Waas
- Andreas Wächter
- Manfred Wagner
- Martin Wagner
- Marco Walker
- Stefan Wannenwetsch
- Rudolf Warzecha
- Ernst Wechselberger
- Markus Weissenberger
- Erich Weixler
- Hans-Joachim Weller
- Josef Wendl
- Christian Werner
- Michael Wiesinger
- Ernst Willimowski
- Stefan Windsperger
- Bernhard Winkler
- Ernst Winterhalder
- Albert Wirsching
- Horst Wohlers
- Grzegorz Wojtkowiak
- Chris Wolf
- Markus Wolf
- Uwe Wolf
- Josh Wolff
- Jürgen Wolke
- Bobby Wood
- Thomas Wörle

## Y
- Timur Yanyali
- Hristo Yovov

## Z
- Hans-Peter Zacher
- Timo Zahnleiter
- Thomas Zander
- Helmut Zatopek
- Peter Zeiler
- Rudolf Zeiser
- Ned Zelic
- Björn Ziegenbein
- Thomas Ziemer
- Markus Ziereis